# Бескровный, Дмитрий Иванович
Дмитрий Иванович Бескровный (1927, село Бабин, Королевство Румыния — 2002, Заставновский район Черновицкой области) — украинский советский деятель, председатель колхоза имени Ольги Кобылянской Заставновского района Черновицкой области. Депутат Верховного Совета СССР 7-го созыва.

## Биография
Родился в крестьянской семье. С 1941 года работал в сельском хозяйстве родителей.
В 1944—1945 годах — в Советской армии, участник Великой Отечественной войны.
С 1945 по 1948 год работал в своем хозяйстве в селе Бабин Заставновского района Черновицкой области.
В 1948—1958 годах — бухгалтер колхоза; слушатель советско-партийной школы; инструктор Заставновского районного комитета КПУ Черновицкой области.
Член КПСС с 1952 года.
В 1958—1988 годах — председатель колхоза имени Ольги Кобылянской села Бабин Заставновского района Черновицкой области.
Заочно окончил Львовский сельскохозяйственный институт.
Потом — на пенсии в селе Бабин Заставнивского района Черновицкой области.

## Награды
- орден Ленина (1973)
- два ордена Трудового Красного Знамени
- орден Отечественной войны II ст. (1985)
- медали